# 名鉄ホ1形貨車
名鉄ホ1形貨車（めいてつホ1がたかしゃ）とは、かつて名古屋鉄道で運用されていた貨車（ホッパ車）である。
6両（ホ1 - ホ6）が在籍した。

## 概要
- 11 t 積の二軸ホッパ車である。1958年（昭和33年）から翌年にかけて無蓋車（トム900形貨車トム911、トム913、トム917、トム910、トム912、トム916）を自社で改造。
- 犬山駅に3両（ホ1 - ホ3）、矢作橋駅に3両（ホ4 - ホ6）に配備され、砕石（バラスト）散布に運用されていた。後に3両（ホ4 - ホ6）が瀬戸線に転属する。
- 2001年（平成13年）、ホキ80形（JR東海から購入したホキ800形）の配備により形式消滅。